# 2017 en photographie
| Années de la photographie : 2014 - 2015 - 2016 - 2017 - 2018 - 2019 - 2020    |
| Décennies de la photographie : 1980 - 1990 - 2000 - 2010 - 2020 - 2030 - 2040 |

Cet article présente les faits marquants de l'année 2017 en photographie.

## Événements
- Ouverture du MuPho à Saint-Louis, premier musée consacré à la photographie au Sénégal[1].
- Création de l’Institut pour la photographie à Lille[2].
- Création d’une Délégation à la photographie au sein du ministère français de la Culture[3],[4].

## Festivals et congrès photographiques
- Festival de l'oiseau et de la nature du 8 au 17 avril
- 3e édition de la foire Photo London, Somerset House, Londres, du 18 au 21 mai 2017
- 115e congrès de la Fédération photographique de France au Creusot du 25 au 27 mai
- 48e Rencontres d'Arles du 3 juillet au 24 septembre
- Visa pour l'image à Perpignan du 2 au 17 septembre
- 79e congrès de la Photographic Society of America à Pittsburgh du 8 au 14 octobre
- Fotoméxico 2017 - Latitudes, Festival international de photographie, Mexico, du 24 octobre au 31 décembre
- Paris Photo du 9 au 12 novembre
- Salon de la photo de Paris du 9 au 13 novembre
- Festival international de la photo animalière et de nature à Montier-en-Der du 16 au 19 novembre

## Prix et récompenses
- World Press Photo de l'année à Burhan Özbilici
- Prix Niépce, à Olivier Culmann[5]
- Prix Nadar à Geraldo de Barros, pour Sobras (éditions Chose Commune)
- Prix Marc Ladreit de Lacharrière – Académie des beaux-arts à Claudine Doury[6],[7] pour son projet Une odyssée sibérienne, consacré à son retour sur les traces de peuples qu’elle a photographiés par le passé .
- Prix HSBC pour la photographie à Laura Pannack et Mélanie Wenger[8]
- Prix Bayeux-Calvados des correspondants de guerre - Trophée photo à Ali Arkady (VII Photo Agency)[9]
- Prix Carmignac du photojournalisme à Yuri Kozyrevet et Kadir Van Lohuizen.
- Prix Pierre et Alexandra Boulat : Romain Laurendeau pour « Dikas » sur les lieux secrets et clandestins en Algérie où les jeunes peuvent expérimenter la liberté sous toutes ses formes, loin du regard de la société.
- Prix Roger-Pic à Romain Laurendeau, pour Derby
- Prix Lucas Dolega : Brennan O'Connor, pour son sujet « Peace and development », un travail photographique en noir et blanc sur les minorités ethniques en Birmanie[10].
- Prix Canon de la femme photojournaliste à Catalina Martin-Chico[11]
- Prix Picto à Pascale Arnaud
- Prix Tremplin Photo de l'EMI à ?
- Prix Voies Off à Arko Datta (Inde) pour Will my mannequin be home when I return (Est-ce que mon mannequin sera à la maison quand je rentrerai)
- Prix Révélation SAIF à Coco Amardeil (Canada/France) pour son projet Come hell or high water
- Prix Rémi Ochlik de la ville de Perpignan - Visa pour l'image à Rafael Yaghobzadeh[12]

- Prix Erich-Salomon à Antanas Sutkus
- Prix culturel de la Société allemande de photographie à ?
- Prix Oskar-Barnack à Terje Abusdal, ( Norvège)
- Leica Newcomer Award : Sergey Melnitchenko ( Ukraine), pour sa série Dans les coulisses
- Prix Leica Hall of Fame à Joel Meyerowitz[13] (janvier) et à Gianni Berengo Gardin (novembre)
- Prix Hansel-Mieth à Daniel Etter
- Zeiss Photography Award à Kevin Faingnaert ( Belgique) pour Føroyar, une série sur des villages peu peuplés des Îles Féroé [14],[15]

- Prix national de portrait photographique Fernand Dumeunier à ?

- Prix Paul-Émile-Borduas à ?
- Prix du duc et de la duchesse d'York à Carol Sawyer

- Prix national de la photographie (Espagne) à ?

- Prix Ansel-Adams à ?
- Prix W. Eugene Smith à Daniel Castro Garcia
- Prix Pulitzer
  - Catégorie « Feature Photography » à ?
  - Catégorie « Breaking News » à Daniel Berehulak, photographe indépendant « pour le reportage publié dans le The New York Times montrant le mépris impitoyable pour la vie humaine lors d'une opération des forces de l'ordre contre les trafiquants de drogue et les drogués aux Philippines [16]
- Prix Inge Morath à Johanna-Maria Fritz (Allemagne), pour Like a Bird
- Prix Arnold-Newman pour les nouvelles orientations du portrait photographique à Daniella Zalcman
- Infinity Awards
  - Prix pour l'œuvre d'une vie à Harry Benson
  - Prix Cornell-Capa à ?
  - Prix de la publication Infinity Award à ?
  - Infinity Award du photojournalisme à ?
  - Infinity Award for Art à ?
  - Prix de la photographie appliquée à ?
- Lucie Awards
  - Lucie Award pour l'œuvre d'une vie à Art Shay
  - Lucie Award Fine Art à Abelardo Morell
  - Lucie Award du photojournalisme à Steve Schapiro
  - Lucie Award de la photographie documentaire à Larry Fink
  - Lucie Award de la photographie humanitaire à Josephine Herrick Project
  - Lucie Award du portrait à Judith Joy Ross
  - Lucie Award de la photographie de sport non décerné
  - Lucie Award de la photographie d'architecture non décerné
  - Lucie Award de la photographie de mode à Dominique Issermann
  - Lucie Award de la photographie de publicité non décerné
  - Lucie Award de la femme photographe non décerné
  - Lucie Award visionnaire non décerné
  - Spotlight Award non décerné
  - Lucie Award spécial non décerné
- Prix Higashikawa
  - Photographe japonais à ?
  - Photographe étranger à ?
  - Photographe espoir à ?
  - Prix spécial à ?
- Prix Ihei Kimura à ?
- Prix Ken Domon à Yoshimune Liang
- Centenary Medal de la Royal Photographic Society à Hiroshi Sugimoto
- Prix international de la Fondation Hasselblad à Rineke Dijkstra
- Prix suédois du livre photographique à Kalle Assbring
- Prix Haftmann à Hans Haacke
- Prix Pictet à Richard Mosse ( Irlande) [17], pour sa série « Heat Maps »
- Photographe suisse de l’année par le Swiss Press Photo Award, Zalmaï Ahad[18]

## Grandes expositions
- Walker Evans, Centre national d'art et de culture Georges-Pompidou, Paris
- Fred Stein, à Strasbourg (La Chambre), Gentilly (Maison de la photographie Robert-Doisneau), Lannion (L’Imagerie) et Reims (Graph-Cmi).
- René Burri, Larger than Life, Atlas Gallery, Londres
- Elliott Erwitt : Kolor, première grande rétrospective d'images en couleur du célèbre photographe américain, Palais Ducal, Gênes, du 11 février au 3 septembre 2017 [19]
- Josef Koudelka, La Fabrique d'exils, Galerie de photographies, Centre national d'art et de culture Georges-Pompidou, du 22 février au 22 mai 2017[20].
- Sebastião Salgado, Jardins naturels, exposition d'une sélection de 24 photographies issues d'une recherche de plus de sept ans sur la nature originelle pour saisir la beauté d'une végétation foisonnante, Château Palmer, Margaux, du 13 mars au 25 août 2017 [21]
- Autophoto, exposition consacrée aux relations entre la photographie et l'automobile, réunissant près de 500 œuvres de 100 photographes historiques et contemporains originaires des quatre coins du monde tels que Eve Arnold, Bernard Asset, Valérie Belin, Brassaï, Gilles Caron, Bruce Davidson, Raymond Depardon, Robert Doisneau, William Eggleston, Elliott Erwitt, Walker Evans, Robert Frank, Lee Friedlander, Germaine Krull, Jacques-Henri Lartigue, Man Ray, Mary Ellen Mark, Joel Meyerowitz, Daido Moriyama, Bernard Plossu, Dennis Stock, Weegee, Henry Wessel Jr., etc., Fondation Cartier pour l'art contemporain, Paris, du 20 avril au 24 septembre 2017[22]
- Irving Penn : Centennial, rétrospective à l'occasion du centenaire de la naissance d'Irving Penn : près de 300 clichés de l'artiste, des portraits de Lisa Fonssagrives, muse et épouse, Marlene Dietrich, Pablo Picasso …, Metropolitan Museum of Art, New York, du 24 avril au 30 juillet 2017[23]
- Magnum Manifesto, célébrant les 70 ans de l'agence Magnum Photos, créée en 1947 par Robert Capa, Henri Cartier-Bresson, George Rodger, et David Seymour [24], International Center of Photography, New York, du 26 mai au 3 septembre
- William Klein, Bises de Nice, Moscou et Tokyo, du 16 juin - 2 octobre 2017, au Musée de la Photographie Charles Nègre, à Nice
- Zanele Muholi, Exposition rétrospective issue de différentes séries depuis 2006, retraçant son combat contre le racisme, la discrimination et toute forme d’inégalité dans la société post-apartheid d'Afrique du Sud, Stedelijk Museum, Amsterdam, Pays-Bas, du 8 juillet au 15 octobre 2017 [25]
- Bernard Pierre Wolff, Bernard Pierre Wolff - Photographies 1971-1984, Maison européenne de la photographie, commissariat d'exposition Jean-Luc Monterosso, 28 juin - 27 août 2017[26]
- René Burri, Cosmopolitan / Kosmopolit, Bildhalle, Zürich
- Ralph Gibson, La Trilogie - 1970-1974, Pavillon populaire, Montpellier, du 18 octobre 2017 au 8 janvier 2018
- Irving Penn, Grand Palais, Galeries nationales, Paris, du 21 septembre 2017 au 29 janvier 2018[27]
- Paysages français - Une aventure photographique (1984 - 2017), rassemblant près de mille images de 167 photographes, parmi lesquels Raymond Depardon, Josef Koudelka, Lewis Baltz, Elina Brotherus, Robert Doisneau, Thierry Girard, Harry Gruyaert, Sophie Ristelhueber, Gabriele Basilico, Bernard Plossu, Pierre de Fenoÿl , etc., Bibliothèque nationale de France, Paris
- La Parte Más Bella : Le nu dans l’histoire de la photographie, avec des photographies notamment de Manuel Álvarez Bravo, Lee Friedlander, Diane Arbus, Herb Ritts, Bill Brandt, Eikō Hosoe, Graciela Iturbide, Larry Clark, Nan Goldin, Robert Mapplethorpe, Horst P. Horst, Man Ray, Joel-Peter Witkin, Sebastião Salgado, Helmut Newton, etc. Musée d'art moderne, Mexico
- Richard Avedon, Nothing Personal [28], présentation du travail tiré du livre issu de la collaboration d'Avedon en 1963-1964 avec James Baldwin, Pace Gallery, New York, du 17 novembre 2017 au 13 janvier 2018.
- Raymond Depardon, Traverser, Fondation Henri-Cartier-Bresson, Paris
- Conflitos : photographie et violence politique au Brésil, 1889 – 1964, rassemblant des images sur les conflits du Brésil sur une période de près d’un siècle, Institut Moreira Salles, Rio de Janeiro[29]
- Bruce Davidson, Bruce Davidson American Photographer, rétrospective de l'œuvre du photographe américain, musée de la photographie des Pays-Bas (Nederlands Fotomuseum) de Rotterdam
- Jeune photographie danoise '17, Fotografisk Center, Copenhague
- Comme une histoire... Le Havre, avec des photographies de Lucien Hervé, Gabriele Basilico, Bernard Plossu, Olivier Mériel, Matthias Koch, Véronique Ellena, Musée d'art moderne André-Malraux (MuMa), Le Havre

## Livres parus en 2017
- Raoul Hausmann, Photographies 1927-1936, textes de Cécile Bargues, 150 photographies, 264 pages, coédition Le Point du Jour/Centre d'art, le Jeu de Paume et le Musée départemental d'art contemporain de Rochechouart  (ISBN 978-2-912132-87-1)
- Ed van der Elsken, La Vie folle, édition française de Leve ik! publié en 1997, Éditions Xavier Barral, Paris •  (ISBN 978-2-36511-128-7)
- Raymond Depardon, La Solitude heureuse du voyageur, Collection Points Aventure, 176 p., Éditions Points •  (ISBN 978-2-75786-763-1)
- Annie Leibovitz, Portraits 2005-2016, texte d'Alexandra Fuller, 304 p., Phaidon Press Ltd •  (ISBN 978-0-71487-562-0)
- Harry Gruyaert, East / West, texte de David Campany, 160 p., Éditions Textuel •  (ISBN 978-2-84597-587-3)

## Décès
- 12 janvier : Martha Swope, photographe américaine, connue pour son travail dans les domaines de la danse et du théâtre, née le 22 février 1928.
- 19 janvier : Thibaut Cuisset, 58 ans, photographe français, né le 19 mars 1958.
- 28 janvier : Lennart Nilsson, 94 ans, photographe suédois, né le 24 août 1922.
- 24 février : Ren Hang, 29 ans, photographe chinois, né le 30 mars 1987.
- 1er mars : 
  - Claudine Maugendre, photojournaliste et éditrice française, née le 18 mai 1941[30].
  - David Rubinger, 92 ans, photographe israélien, né le 29 juin 1924.
- 10 mars : John Stewart, 97 ans, photographe britannique, né le 4 décembre 1919.
- 17 mars : André Gamet, 97 ans, photographe français, né le 18 mai 1919.
- 5 juin : Hiroshi Yamazaki, photographe japonais, né le 21 septembre 1946.
- 6 juin : Keiichi Tahara, 67 ans, photographe japonais, né le 20 août 1951.
- 14 juin : Khadija Saye, 24 ans, photographe gambo-britanninue, née le 30 juillet 1992.
- 28 juillet : John G. Morris, 100 ans, éditeur américain de photographies et figure importante du photojournalisme, né le 7 décembre 1916.
- 8 août : Arlene Gottfried, 66 ans, photographe américaine, née le 26 août 1950.
- 3 septembre : Joan Colom, photographe espagnol, né le 30 avril 1921.
- 14 septembre : Ata Kandó, 103 ans, photographe néerlandaise d'origine hongroise, née le 17 septembre 1913.
- 5 novembre : Demeter Balla, photographe hongrois, né le 4 mai 1931.
- 11 novembre : Marcel Imsand, 88 ans, photographe suisse, né le 15 septembre 1929.
- 26 novembre : Hou Bo, 93 ans, photographe chinoise, née le 17 septembre 1924.
- 25 décembre : François Darras, photographe français, né le 22 décembre 1951.
- 26 décembre : Tuija Lindström, 67 ans, photographe finlandaise et suédoise, née le 5 mai 1950.

## Célébrations
Centenaire de naissance
- Frédéric Barzilay
- Lillian Bassman
- Angelo Boyadjian
- Vadim Gippenreiter
- Wilhelm Brasse
- William P. Gottlieb
- Dan Er. Grigorescu
- Mogens von Haven
- Tana Hoban
- Evgueni Khaldeï
- Jean Lattès
- Jean-Marie Marcel
- Irving Penn
- Roger St-Jean
- Kaneyoshi Tabuchi
- Yōsuke Yamahata

Centenaire de décès
- Sarat Chandra Das
- Georges Demenÿ
- Eugène Dorsène
- Louis-Émile Durandelle
- Yasu Kōhei
- Wilhelmina Lagerholm
- Albert Londe
- Manó Mai
- George Martin Ottinger
- Léopold Poiré
- Pietro Tempestini
- Julia Widgrén

Bicentenaire de naissance
- Hugues Bidoit
- Eugène Sevaistre
- Félix Teynard